# Rossi X-ray Timing Explorer

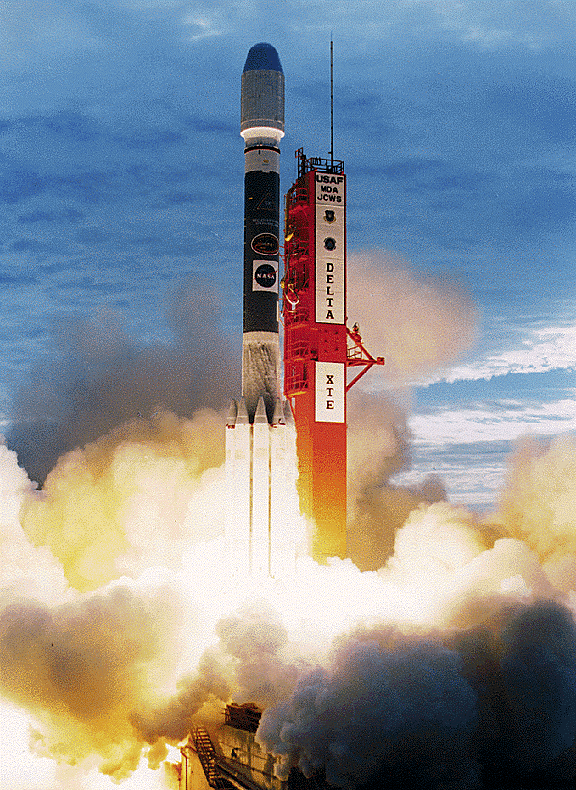
Start von XTE

Der Rossi X-Ray Timing Explorer (Abkürzung: RXTE, Projektbezeichnung: X-Ray Timing Explorer (XTE)) war ein dreiachsenstabilisierter orbitaler Röntgensatellit, der für die Beobachtung von schnellveränderlichen, hochenergetischen Röntgenquellen, wie Schwarzen Löchern, Neutronensternen, Röntgen-Pulsaren oder sonstigen Röntgenausbrüchen gestartet wurde.
Das Teleskop, nach dem italienischen Astrophysiker Bruno Rossi benannt, wurde am 30. Dezember 1995 von einer Delta-II-7920-10-Rakete auf eine 580 Kilometer hohe, fast kreisförmige Umlaufbahn mit 23° Inklination zum Äquator gebracht.
Nach 16-jähriger Nutzung wurde der Satellit am 5. Januar 2012 von der NASA deaktiviert. Dabei wurde die Dreiachsenstabilisation abgeschaltet und RXTE in Rotation versetzt. Der Rossi X-Ray Timing Explorer befand sich damals (Januar 2012) in einer 460 Kilometer hohen Umlaufbahn mit unveränderter Inklination und sollte zwischen 2014 und 2023 in die Erdatmosphäre eintreten. Eine genauere Vorhersage des Eintrittsdatums war durch die Schwankung der Sonnenaktivität nicht möglich.
Nach 16 Jahren Arbeit im Orbit trat er am 30. April 2018 wieder in die Erdatmosphäre ein.
Für Beobachtungen mit dem Rossi X-Ray Timing Explorer erhielten Hale Bradt und Jean Swank 1999 den Bruno-Rossi-Preis.